# 1968年夏季残疾人奥林匹克运动会新西兰代表团
1968年夏季残疾人奥林匹克运动会新西兰代表团是新西兰派出的1968年夏季残疾人奥林匹克运动会代表团。获得1枚金牌、2枚银牌和1枚铜牌。